# 天津駅 (中国)
天津駅（てんしん-えき）は中華人民共和国天津市河北区に位置する中国鉄路総公司（CR）駅である。1888年に開業し、今では天津市の中心駅となっている。過去に「龍頭火車駅」、「天津東駅」、「天津紫駅」、「天津老駅」と呼ばれていたことがある。
本項では、近接する天津地下鉄の天津站駅（てんしんえき-えき）についても記述する。

## 利用可能な鉄道路線
中国鉄路総公司（CR）
津山線
津薊線
京津都市間鉄道
津浜都市間鉄道
津秦旅客専用線
天津地下直通線
天津地下鉄
■2号線
■3号線
■9号線

## 歴史

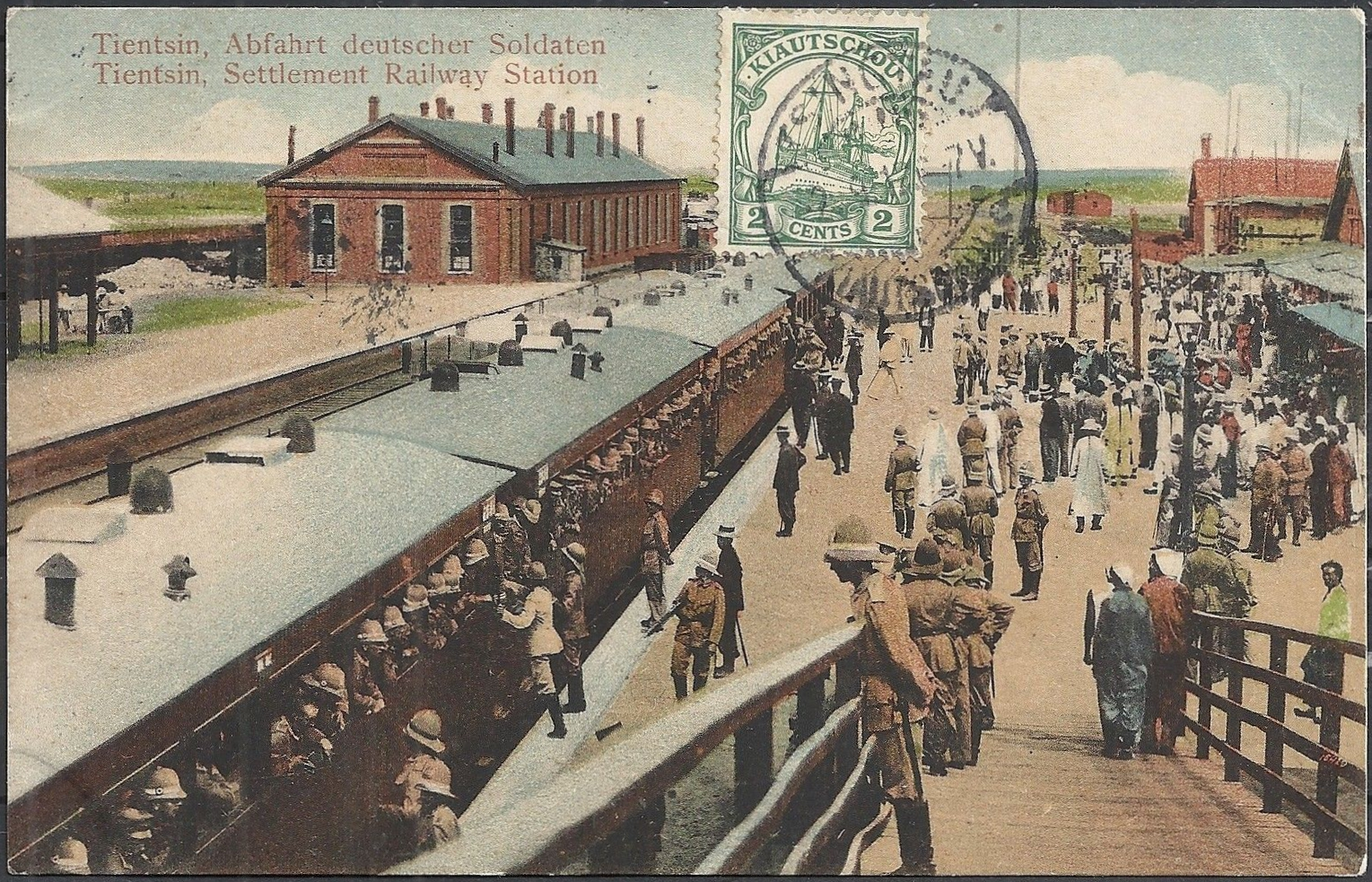
義和団の乱で出兵したドイツ兵でごった返す天津東駅

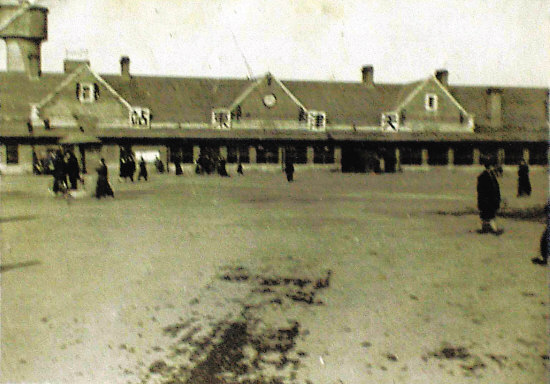
天津東駅(1948年)

- 1888年10月3日 - 天津東駅として開業。
- 1902年 - 天津紫駅に改称。
- 1904年 - 新開河火車駅（現在の天津北駅）が天津新駅に改称したことから天津旧駅に改称。
- 1911年 - 津浦鉄路開通で天津西駅が開業、これに伴い再度天津東駅に改称。
- 1949年 - 天津駅に改称。
- 2008年8月1日 - 京津都市間鉄道営業開始。
- 2012年
  - 7月1日 - 天津地下鉄2号線開業。
  - 10月1日 - 天津地下鉄3号線開業。
  - 10月15日 - 天津地下鉄9号線開業。
- 2013年12月1日 - 津秦旅客専用線営業開始。
- 2015年9月20日 - 京津城際延伸線(津浜都市間鉄道)営業開始。

## 駅構造

### 中国鉄路総公司
10面18線を有する地上駅で、そのうち、京津都市間鉄道は4面7線、津浜都市間鉄道は3面6線、在来線は3面5線を使用している。

#### のりば
| ホーム | 路線           | 行先                                                 |
| ------ | -------------- | ---------------------------------------------------- |
| 1～5   | 津山線         | 山海関・瀋陽北・天津北・天津西・北京・徳州・徐州方面 |
| 6～11  | 津秦旅客専用線 | 天津西・軍糧城北・秦皇島・瀋陽北方面                 |
| 12～18 | 京津都市間鉄道 | 武清・北京南・軍糧城北・塘沽・于家堡方面             |

| ↑ 天津北 (北) ↑ 天津西 (西) ↑ 武清 (北)                               |
| \| 2 3 \| 4 5 \| 6 7 \| 8 9 \| 10 11 \| 12 13 \| 14 15 \| 16 17 \| 18 |
| ↓ 張貴荘 (東南) ↓ 軍糧城北 (東)                                       |

### 天津地下鉄
地下4階構造。地下2階は改札階、地下3階は2号線と9号線のホーム階、地下4階は3号線のホーム階となっている。
地下3階ホーム（2号線・9号線）は2面の外側のホームが1面2線の島式ホームを挟みこむ、スペイン式ホーム3面2線と、外側のホーム1面が相対式ホーム2面2線の片側ホームを共有する、合計4面4線の構造となっている。
地下4階ホーム（3号線）は島式ホーム1面2線構造。

## 駅周辺

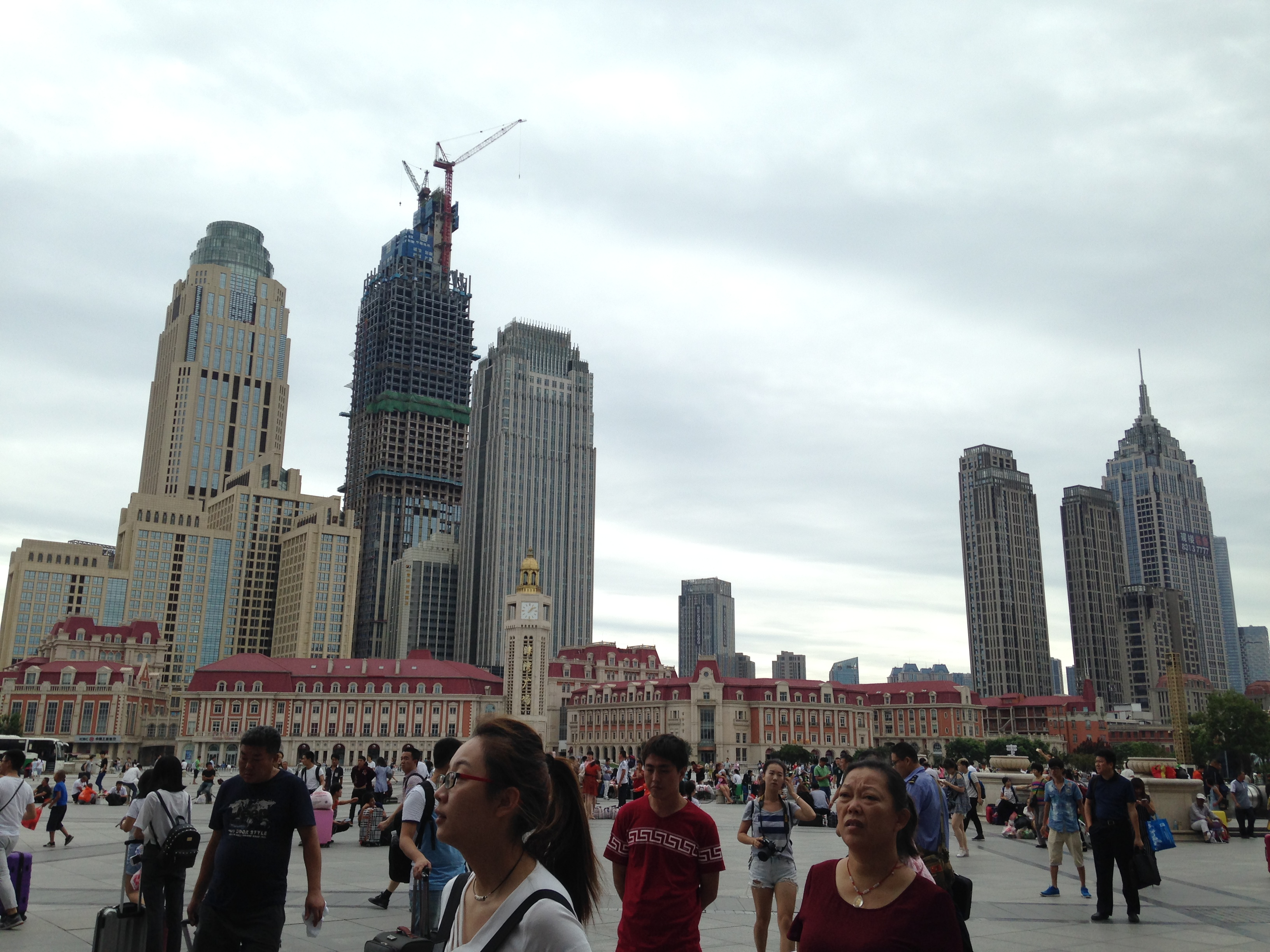
駅前の様子

- 天津環球金融中心
- 解放橋
- 海河
- 津湾広場
- 世紀鐘

## 隣の駅
中国鉄路総公司
- 津山線

天津北駅 - 天津駅 - 張貴荘駅
- 津薊線

天津駅 - 天津北駅
- 京津都市間鉄道

武清駅 - 天津駅
- 津浜都市間鉄道

天津駅 - 軍糧城北駅
- 津秦旅客専用線

天津駅 - 浜海駅
- 天津地下直通線

天津西駅 - 天津駅
天津地下鉄
- ■2号線

建国道意風区駅 - 天津駅駅 - 遠洋国際中心駅
- ■3号線

津湾広場駅 - 天津站駅 - 金獅橋駅
- ■9号線

天津站駅 - 大王荘駅